# 漢克·鮑爾
亨利·亞伯特·鮑爾（英語：Henry Albert Bauer, 1922年7月31日—2007年2月9日），為美國職棒大聯盟隊的右外野手。曾效力於洋基與運動家兩隊。1966年擔任巴爾的摩金鶯隊總教練時帶隊打入世界大賽，並四連勝橫掃當時的強權隊伍洛杉磯道奇隊，拿下金鶯隊史首冠。

## 職業生涯
鮑爾於1948年9月6日初登板。總計14年生涯打擊率2成77，164轟，703分打點。他在洋基隊拿下7次世界大賽冠軍，其中他最有名的事蹟就是1951年世界大賽第6戰，他擊出了清壘三壘安打，也是比賽的勝利打點，幫助洋基在世界大賽取得三連霸。1959年球季結束，鮑爾被交易至運動家，洋基換來三名球員，其中最著名的人物就是日後打破貝比·魯斯單季全壘打紀錄的羅傑·馬里斯。這項交易被認為是洋基與運動家之間最糟糕的交易。
1961年，當馬里斯打破魯斯的單季全壘打紀錄時，鮑爾已經38歲，正值面臨退休的年紀。6月19日，運動家將鮑爾指派為球員兼總教練。但是鮑爾執教兩年，運動家僅拿下107勝157敗，連續兩年在美聯敬陪末座。
1963年，鮑爾擔任金鶯隊的一壘指導教練。11月19日，在金鶯隊前任總教練被炒魷魚51天後，鮑爾成為了隊上總教練。1964年，金鶯隊在美聯排名第3。1966年，金鶯隊向紅人交易來了法蘭克·羅賓森。該年他們拿到隊史首座美聯冠軍，並在世界大賽橫掃道奇隊。1967年，羅賓森及多數隊友進傷兵，該年他們只拿到美聯第2。1968年，金鶯隊落後美聯冠軍老虎隊10場半的勝差，最終拿下第3名。1968年7月10日，金鶯隊將鮑爾解雇，總教練改由Earl Weaver接任。
1969年，鮑爾重回運動家，不過他後來又遭解雇，總計他執教594勝544敗。
1971到1972年，他在大都會隊的3A球隊執教。並帶領球隊拿下冠軍。
隨後鮑爾高掛球衣，回到堪薩斯市，那個當初他職業生涯起步的起點。

## 個人生活
1949年，鮑爾搬到堪薩斯市，他與Charlene Friede結婚。
退休後，鮑爾曾在堪薩斯州的Prairie村經營一家飲料店一段時間。
2007年2月9日，高齡84歲的鮑爾因肺癌而去世。

## 生涯亮點
- 1951年10月10日，世界大賽第6戰，鮑爾在第6局擊出清壘三壘安打，最終洋基4比3打敗巨人，4勝2敗拿下世界大賽冠軍。
- 連續三年入選美聯明星隊。
- 1956年至1958年，鮑爾在世界大賽連續17場擊出安打，為大聯盟紀錄。此紀錄後被洋基隊的德瑞克·基特追平。
- 1957年，鮑爾以單季9支三壘安打拿下該季三壘安打王。
- 1964年9月11日，鮑爾登上Time雜誌封面。

## 外部連結
- 球員資訊和成績在MLB ，ESPN ，Retrosheet ，Baseball Reference ，Baseball Reference (Minors) ，Fangraphs ，The Baseball Cube （英文）